# Mialet (Gard)
Mialet ist eine Gemeinde im mediterranen Süden Frankreichs im Arrondissement Alès im Département Gard in der Region Okzitanien.

## Geographie
Mialet liegt am Rande des Nationalparks Cevennen, ca. 80 Kilometer westlich von Avignon, 60 Kilometer südlich liegt die Stadt Nîmes, und weitere 50 km südlich befindet sich das Mittelmeer. Der Fluss Gardon de Mialet, einer der vier Zuflüsse zum Gardon, fließt hier am Ort vorbei.
Die an Mialet angrenzenden Gemeinden sind Générargues, Saint-Jean-du-Gard, Saint-Paul-la-Coste, Saint-Sébastien-d’Aigrefeuille und Thoiras-Corbès im selben Département sowie Saint-Étienne-Vallée-Française und Saint-Martin-de-Boubaux im Département Lozère.

## Geschichte
In der zur Gemeinde gehörenden Ansiedlung Mas Soubeyran befindet sich das Musée du Désert, welches sich insbesondere der Geschichte des Protestantismus in der Region widmet. In der gesamten Cevennenregionen war die Konfession weit verbreitet und wurde nach der 1685 erfolgten Rücknahme des Edikts von Nantes zu einem Ausgangspunkt von Widerstand und Untergrundtätigkeiten. Ein désert, welches zugleich das französische Wort für Wüste ist, stellte in der nachfolgenden Zeit einen für solche Aktivitäten geeigneten Zufluchtsort dar. Später wurde daraus das heute existierende Museum.

### Bevölkerungsentwicklung
| Jahr                       | 1962 | 1968 | 1975 | 1982 | 1990 | 1999 | 2006 | 2017 |
| -------------------------- | ---- | ---- | ---- | ---- | ---- | ---- | ---- | ---- |
| Einwohner                  | 427  | 371  | 354  | 449  | 511  | 539  | 557  | 624  |
| Quellen: Cassini und INSEE |      |      |      |      |      |      |      |      |